# Trophée Yachine
Le trophée Yachine est une récompense de football créée en 2019, qui désigne le meilleur gardien de but de l'année.
Son nom est un hommage au footballeur soviétique Lev Yachine (1929-1990), seul gardien de but à avoir remporté un Ballon d'or en 1963. 
Il est organisé par France Football à l'instar du Ballon d'or et du trophée Kopa.
Il ne doit pas être confondu avec le Gant d'or, trophée remis au meilleur gardien de but de chaque édition de la Coupe du monde, baptisé prix Lev-Yachine de 1994 à 2006.

## Désignation
La liste des dix gardiens de but est établie par la rédaction de France Football. Ensuite, un jury international de journalistes spécialisés (un représentant par pays), choisissent trois joueurs qui se voient attribuer de respectivement 5, 3 et 1 points. Celui qui récolte le plus de points, remporte le trophée Yachine.

## Palmarès
| Année | Joueur                                                                                          | Club                                                                                            | Sélection                                                                                       |                                                                                                 |
| ----- | ----------------------------------------------------------------------------------------------- | ----------------------------------------------------------------------------------------------- | ----------------------------------------------------------------------------------------------- | ----------------------------------------------------------------------------------------------- |
| 2019  | Alisson                                                                                         | Liverpool FC                                                                                    | Brésil                                                                                          |                                                                                                 |
| 2020  | Non attribué (faute de conditions équitables suffisantes en raison de la pandémie de Covid-19), | Non attribué (faute de conditions équitables suffisantes en raison de la pandémie de Covid-19), | Non attribué (faute de conditions équitables suffisantes en raison de la pandémie de Covid-19), | Non attribué (faute de conditions équitables suffisantes en raison de la pandémie de Covid-19), |
| 2021  | Gianluigi Donnarumma                                                                            | AC Milan / Paris Saint-Germain                                                                  | Italie                                                                                          |                                                                                                 |
| 2022  | Thibaut Courtois                                                                                | Real Madrid                                                                                     | Belgique                                                                                        |                                                                                                 |
| 2023  | Emiliano Martínez                                                                               | Aston Villa                                                                                     | Argentine                                                                                       |                                                                                                 |
| 2024  | Emiliano Martínez                                                                               | Aston Villa                                                                                     | Argentine                                                                                       |                                                                                                 |

## Éditions

### 2019
Les 10 nommés sont connus le 21 octobre 2019, et les résultats le 9 décembre,.
| Rang | Joueur                | Club               | Sélection nationale | Points | %       |
| ---- | --------------------- | ------------------ | ------------------- | ------ | ------- |
| 1    | Alisson               | Liverpool FC       | Brésil              | 795    | 50,19 % |
| 2    | Marc-André ter Stegen | FC Barcelone       | Allemagne           | 284    | 17,93 % |
| 3    | Ederson               | Manchester City    | Brésil              | 142    | 8,96 %  |
| 4    | Jan Oblak             | Atlético de Madrid | Slovénie            | 131    | 8,27 %  |
| 5    | Hugo Lloris           | Tottenham Hotspur  | France              | 80     | 5,05 %  |
| 6    | Manuel Neuer          | Bayern Munich      | Allemagne           | 52     | 3,28 %  |
| 7    | André Onana           | Ajax Amsterdam     | Cameroun            | 41     | 2,59 %  |
| 8    | Kepa Arrizabalaga     | Chelsea FC         | Espagne             | 29     | 1,83 %  |
| 9    | Wojciech Szczęsny     | Juventus FC        | Pologne             | 24     | 1,52 %  |
| 10   | Samir Handanovič      | Inter Milan        | Slovénie            | 6      | 0,38 %  |

### 2020
Non attribué (faute de conditions équitables suffisantes en raison de la pandémie de Covid-19),.

### 2021
Les 10 nommés sont connus le 8 octobre 2021, et les résultats le 29 novembre,.
| Rang | Joueur               | Club                         | Sélection nationale | Points | %       |
| ---- | -------------------- | ---------------------------- | ------------------- | ------ | ------- |
| 1    | Gianluigi Donnarumma | AC Milan Paris Saint-Germain | Italie              | 594    | 38,82 % |
| 2    | Édouard Mendy        | Chelsea FC                   | Sénégal             | 404    | 26,41 % |
| 3    | Jan Oblak            | Atlético de Madrid           | Slovénie            | 155    | 10,13 % |
| 4    | Ederson              | Manchester City              | Brésil              | 93     | 6,08 %  |
| 5    | Manuel Neuer         | Bayern Munich                | Allemagne           | 91     | 5,95 %  |
| 6    | Emiliano Martínez    | Aston Villa                  | Argentine           | 90     | 5,88 %  |
| 7    | Kasper Schmeichel    | Leicester City               | Danemark            | 37     | 2,42 %  |
| 8    | Thibaut Courtois     | Real Madrid                  | Belgique            | 29     | 1,90 %  |
| 8    | Keylor Navas         | Paris Saint-Germain          | Costa Rica          | 29     | 1,90 %  |
| 10   | Samir Handanovič     | Inter Milan                  | Slovénie            | 8      | 0,52 %  |

### 2022
| Rang | Joueur           | Club                | Sélection nationale | Points | %      |
| ---- | ---------------- | ------------------- | ------------------- | ------ | ------ |
| 1    | Thibaut Courtois | Real Madrid         | Belgique            | 456    | 54.48% |
| 2    | Alisson          | Liverpool FC        | Brésil              | 108    | 12.90% |
| 3    | Ederson          | Manchester City     | Brésil              | 72     | 8.60%  |
| 4    | Édouard Mendy    | Chelsea FC          | Sénégal             | 61     | 7.29%  |
| 5    | Mike Maignan     | AC Milan            | France              | 45     | 5.38%  |
| 6    | Kevin Trapp      | Eintracht Francfort | Allemagne           | 27     | 3.23%  |
| 7    | Manuel Neuer     | Bayern Munich       | Allemagne           | 25     | 2.99%  |
| 8    | Jan Oblak        | Atlético Madrid     | Slovénie            | 17     | 2.03%  |
| 8    | Yassine Bounou   | Séville FC          | Maroc               | 17     | 2.03%  |
| 10   | Hugo Lloris      | Tottenham Hotspur   | France              | 9      | 1.08%  |

### 2023
| Rang | Joueur                | Club                          | Sélection nationale | Points | %      |
| ---- | --------------------- | ----------------------------- | ------------------- | ------ | ------ |
| 1    | Emiliano Martínez     | Aston Villa                   | Argentine           | 290    | 35,1 % |
| 2    | Ederson               | Manchester City               | Brésil              | 197    | 23,7 % |
| 3    | Yassine Bounou        | Séville FC Al-Hilal FC        | Maroc               | 154    | 18,6 % |
| 4    | Thibaut Courtois      | Real Madrid                   | Belgique            | 81     | 9,8 %  |
| 5    | Marc-André ter Stegen | FC Barcelone                  | Allemagne           | 47     | 5,7 %  |
| 6    | André Onana           | Inter Milan Manchester United | Cameroun            | 44     | 5,3 %  |
| 7    | Dominik Livaković     | Dinamo Zagreb Fenerbahçe SK   | Croatie             | 9      | 1,1 %  |
| 8    | Aaron Ramsdale        | Arsenal FC                    | Angleterre          | 5      | 0,6 %  |
| 9    | Mike Maignan          | AC Milan                      | France              | 1      | 0,1 %  |
| 10   | Brice Samba           | RC Lens                       | France              | 0      | 0 %    |

### 2024
| Rang | Joueur               | Club                | Sélection nationale | Points | % |
| ---- | -------------------- | ------------------- | ------------------- | ------ | - |
| 1    | Emiliano Martínez    | Aston Villa         | Argentine           |        | % |
| 2    | Unai Simón           | Athletic Club       | Espagne             |        | % |
| 3    | Andriy Lunin         | Real Madrid         | Ukraine             |        | % |
| 4    | Gianluigi Donnarumma | Paris Saint-Germain | Italie              |        | % |
| 5    | Mike Maignan         | AC Milan            | France              |        | % |
| 6    | Yann Sommer          | Inter Milan         | Suisse              |        | % |
| 7    | Giorgi Mamardashvili | Valence CF          | Géorgie             |        | % |
| 8    | Diogo Costa          | FC Porto            | Portugal            |        | % |
| 9    | Ronwen Williams      | Mamelodi Sundowns   | Afrique du Sud      |        | % |
| 10   | Gregor Kobel         | Borussia Dortmund   | Suisse              |        | % |